# أسماك سنجابية
أسماك سنجابية (الاسم العلمي: Holocentridae) هي فصيلة، في رتبة عنقديات الشكل.

## أصنوفات
الأصنوفات الأدنى لهذا الكائن:
- كود سباركل
- تحديث القائمة

جنس:Dispinus 
اسم علمي: Dispinus

فُصيلة:Holocentrinae 
اسم علمي: Holocentrinae

فُصيلة:Myripristinae 
اسم علمي: Myripristinae